# Rustavi
Rustavi (em georgiano: რუსთავი) ou, em português, Rustávi é uma cidade no sudeste da Geórgia, na província da Baixa Ibéria às margens do rio Kura, situada a 25 km a sudeste da capital Tbilisi. Em 2016, a sua população era estimada em cerca de 126.000 pessoas. A partir de 1948 a cidade começou a se desenvolver graças à indústria siderúrgica da região. Com o fim da união soviética a economia da cidade quebrou e voltou a crescer lentamente.